# Miami Vice: The Game
Miami Vice: The Game er et third-person skydespil til PlayStation Portable. Det blev udgivet som et spil af filmen Miami Vice. Derfor er det portrætfoto af narkotika politibetjentene Crockett, og Tubbs.